# Bergvättingen
Bergvättingen is een Zweeds eiland behorend tot de Pite-archipel. Het eiland ligt ten zuiden van Bergön.Het heeft geen oeververbinding en heeft in een aantal zomerhuisjes enige bebouwing.